# Scott Donie
Scott Donie (n. 10 octombrie 1968, Vicenza, Italia) este un săritor în apă ce a reprezentat Statele Unite ale Americii, medaliat olimpic. A participat la 2 ediții ale Jocurilor Olimpice (1992, 1996) în care a câștigat o medalie de argint.